# Список умерших в 878 году

## Сентябрь
- 1 сентября — Абу Зура ар-Рази, мусульманский учёный, знаток хадисов.

## Дата смерти неизвестна или требует уточнения
- Адельхиз, князь Беневенто (854—878)[1].
- Гозфрид, граф Мэна (865—878) и маркиз Нейстрии (865—878)[2].
- Гуриад ап Мервин, принц Гвинеда, Поуиса и Дехейбарта
- Иляйко, князь Приморской Хорватии (876—878).
- Родри ап Мервин, король Гвинеда (844—878), Поуиса (855—878) и Сейсиллуга (872—878)[3].
- Рун ап Артгал, король Альт Клута (Стратклайда) (872—878)[4].
- Убба, датский викинг, один из командующих «Великой языческой армии», которая в 865 году вторглась в англосаксонские королевства.
- Эгберт II, король Берниции (876—878)[5].
- Эд Белоногий, король Альбы (Шотландии) (876/877—878)[6].